# 吉岡直人
吉岡 直人（よしおか なおと）は、日本のクリエイター。2008年から2011年までCEDEC運営委員長を務め、2012年にはフェローを務めた。岩手県盛岡市出身。バンタンゲームアカデミー講師。

## 略歴・人物
- 1990年－千葉大学卒業。ソニー入社。
- 1994年－ソニー・コンピュータエンタテインメント入社。
- 2000年－マイクロソフトでXboxのローンチに携わる。
- 2002年－クライテリオンソフトウェアゼネラルマネジャー就任、[2]
- 2006年－スクウェア・エニックス入社
- 2011年、同社退社

- マイクロソフト時代には、Xbox事業部アドバンスト・テクノロジー・グループマネージャーとして主にハードウェア関連の担当を担い、Xboxの開発に携わった[3]。

## 著書
- 『ゲームクリエイターが知るべき97のこと』（オライリーージャパン、2012年、編集）